# Makiko Tanaka

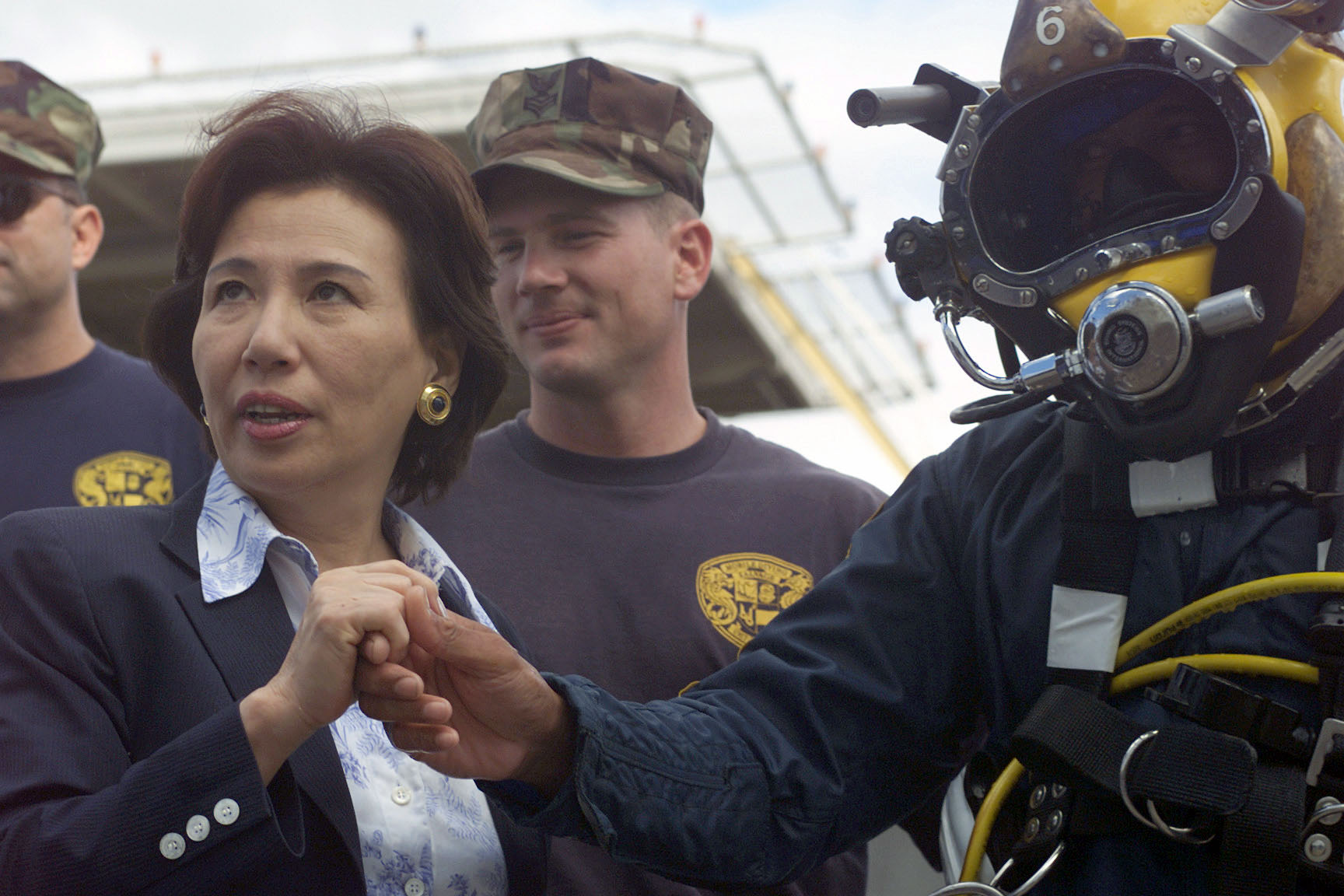
Makiko Tanaka mit US-Navy-Tauchern

Makiko Tanaka (japanisch 田中 真紀子, Tanaka Makiko; * 14. Januar 1944 in Tokio) ist eine japanische Politikerin der Demokratischen Partei (DPJ). Sie war von 1993 bis 2012 Abgeordnete im Shūgiin, dem Unterhaus des nationalen Parlaments, aus Niigata und Wissenschafts- (1994–1995), Außen- (2001–2002) und Bildungs- und Wissenschaftsministerin (2012).

## Leben
Tanaka ist die Tochter des früheren Premierministers Kakuei Tanaka. Sie wurde 1993 im früheren Wahlkreis ihres Vaters (3. Wahlkreis Niigata, 5 Mandate) für die Liberaldemokratische Partei (LDP) erstmals ins Shūgiin gewählt. Sie war als Leiterin der Behörde für Wissenschaft und Technologie erstmals 1994 Ministerin im Kabinett Murayama. Nach der Wahlrechtsreform kandidierte sie ab 1996 erfolgreich im Einmandatswahlkreis Niigata 5.
Von 2001 bis 2002 war Tanaka Außenministerin unter Premierminister Junichirō Koizumi, von dem sie aber auf Grund von Differenzen mit dem ehemaligen beamteten Staatssekretär (jimujikan, englisch Administrative Vice-Minister) für auswärtige Angelegenheiten, Yoshiji Nogami, über die Teilnahme von NGOs an der Internationalen Konferenz über die Unterstützung für den Wiederaufbau Afghanistans entlassen wurde. Dieser Vorfall führte zu einem Rückgang der Unterstützung für Koizumi. Einer Umfrage zufolge kritisierten 78 Prozent der Bevölkerung Koizumi wegen dieser Entlassung. Tanaka war unter den jungen japanischen Wählern, insbesondere den Wählerinnen, sehr beliebt.
Kurz nach ihrer Entlassung als Ministerin wurde sie nach einem Skandal um missbräuchlich umgewidmete vom Staat bezahlte Sekretärsgehälter im Juni 2002 zunächst von der LDP-Ethikkommission suspendiert und legte im August 2002 ihr Abgeordnetenmandat nieder. Sie trat 2003 als Unabhängige an, konnte ihren Wahlkreis zurückgewinnen und trat anschließend der Fraktion der Demokratischen Partei bei. Vor der Shūgiin-Wahl 2009 trat sie der Demokratischen Partei bei und gewann ihren Wahlkreis zum fünften Mal seit seiner Errichtung 1996. Sie ist seither Vorsitzende des Shūgiin-Ausschusses für Bildung, Kultur, Sport, Wissenschaft und Technologie.
Bei der dritten Kabinettsumbildung von Premierminister Yoshihiko Noda wurde sie am 1. Oktober 2012 Ministerin für Bildung, Kultur, Sport, Wissenschaft und Technologie. Im Dezember 2012 verlor sie bei der Shūgiin-Wahl 2012 ihren Wahlkreis klar an Tadayoshi Nagashima (LDP) und verfehlte auch eine Wiederwahl im Verhältniswahlblock.
Ihr Ehemann ist der Sangiinabgeordnete und ehemalige Verteidigungsminister Naoki Tanaka (früher LDP, heute DPJ).